# Velký Kiněl
Velký Kiněl (rusky Большой Кинель) je řeka v Orenburské a v Samarské oblasti v Rusku. Je dlouhá 437 km. Plocha povodí měří 15 200 km².

## Průběh toku
Pramení na západních svazích Obščeho Syrtu. Zleva do něj vtéká Malý Kiněl. Ústí zprava do Samary (povodí Volhy).

## Vodní režim
Zdrojem vody jsou především sněhové srážky. V létě se stává velmi mělkou.

## Využití
Na dolním toku je možná vodní doprava. Na řece leží města Buguruslan, Pochvistněvo a Otradnyj.